# آدیتی میتال
آدیتی میتال (انگلیسی: Aditi Mittal؛ زادهٔ ۱۲ نوامبر ۱۹۸۷) کمدین اهل هند است.
وی همچنین برندهٔ جوایزی همچون ۱۰۰ زن بی‌بی‌سی شده‌است.